# Koreai Szociáldemokrata Párt
A Koreai Szociáldemokrata Párt (hangul: 조선사회민주당, Csoszon Szahömindzsudang (Joseon Sahoiminjudang), handzsa: 朝鮮社會民主黨, RR: Joseon Sahoeminjudang) észak-koreai politikai párt. 1945. november 3-án jött létre vállalkozók, kereskedők, kézművesek, kispolgárok, parasztok és keresztények szövetségéből, azzal a céllal, hogy kialakítsanak Koreában egy demokratikus társadalmat.
Hivatalosan a párt egy olyan szocialista demokráciához ragaszkodik, ami méltó Korea történelmi helyzetéhez és nemzeti jellemzőihez. Mottója: Függetlenség, szuverenitás, demokrácia, béke, és az emberi jogok védelme.
A párt jelenlegi neve 1981 januárjától van érvényben, eredeti neve Koreai Demokratikus Párt volt. A Cshondoista Cshongu Párttal egyetemben tagja a Demokratikus Front a Szülőföld Egyesítéséért nevű koalíciónak, amely az észak-koreai pártokat fogja össze.